# 永丘智郎
永丘智郎（ながおか ちろう、1918年-1986年7月6日）は、日本の心理学者。

## 略歴
早稲田大学文学部心理学科卒、同大学院修了、関東学院大学助教授、甲南大学文学部教授をへて、聖徳栄養短期大学教授を務めた。

## 著書
- 『人間の社会的形成』寧楽書房 1956 
  - 『人間の社会的形成 思想と生活の心理学 改訂版』邦光書房 1960
- 『ヒューマニズムの心理学』松沢書店 1958
- 『社会教育の心理学 労働と疾病と人間形成』明玄書房 1959
- 『消費心理学』朝倉書店 1969

### 共編著
- 『深い淵から ハンゼン氏病患者生活記録』堀田善衛共編 新評論社 1956
- 『学生たちの記録』野間宏共編 河出書房 1956
- 『日かげの労働者』編 (三一新書) 三一書房 1957
- 『日本の主婦』編 (三一新書) 三一書房 1957
- 『現代心理学概論』岡本重雄共編. 朝倉書店 1960
- 『職場教育 職業訓練の理論と方法』桐原葆見共編 東洋経済新報社 1961
- 『産業心理学』編. 朝倉書店 1961
- 『産業適応ハンドブック』編. 朝倉書店 1964
- 『適性心理学』北脇雅男共編. 朝倉書店 1965
- 『産業心理学講座 第2巻 労働青年心理学』編 朝倉書店 1968
- 『人間存在の心理学』編著. 北樹出版 1983